# The Jewish Encyclopedia

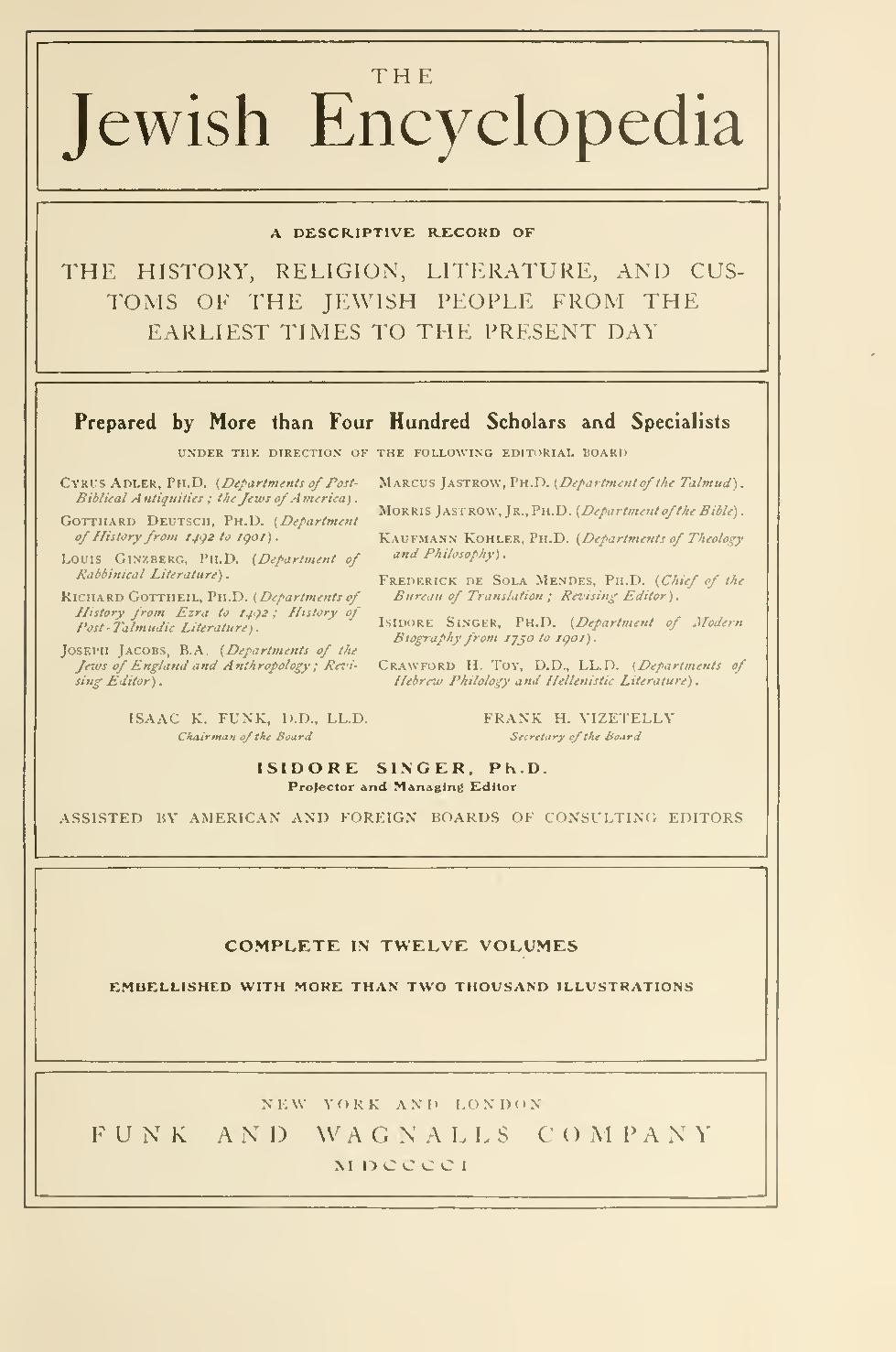
Folha de rosto da The Jewish Encyclopedia 1901-1906

The Jewish Encyclopedia (tradução em português: Enciclopédia Judaica) é uma enciclopédia publicada originalmente entre 1901 e 1906 em 12 volumes pela editora norte-americana Funk & Wagnalls. Contém 15 285 artigos e muitas ilustrações, cuja preparação envolveu mais de 400 estudiosos e especialistas. É um registro descritivo da história, religião, literatura e costumes dos judeus desde os tempos antigos até ao início do século XX. Atualmente está em domínio público.

## Estilo
Embora seja editada em inglês é elaborada ao estilo acadêmico Wissenschaft des Judentums (ciência do judaísmo ou estudos judaicos), um movimento do século XIX baseado na investigação crítica da literatura e cultura judaica, usando métodos científicos para analisar as origens dessa tradição.
As autoridades acadêmicas citadas na enciclopédia — além dos exegetas clássicos e medievais—são quase uniformemente personalidades Wissenschaft como Leopold Zunz, Moritz Steinschneider, Solomon Schechter, Wilhelm Bacher, J. L. Rapoport, David Zvi Hoffman, Heinrich Graetz, etc. Esse estilo acadêmico particular pode ser visto na atenção quase obsessiva da Enciclopédia Judaica à descoberta de manuscritos, edição e publicação de manuscritos, comparação de manuscritos, datação manuscrita, e assim por diante; esses esforços estavam entre os principais interesses da bolsa de estudos de Wissenschaft.
A Enciclopédia Judaica é um trabalho de língua inglesa, mas a grande maioria das fontes contemporâneas da enciclopédia são fontes da língua alemã, uma vez que esta era a língua materna dos estudiosos de Wissenschaft e a língua franca da bolsa de estudos em geral naquele período. Das obras citadas que não são alemãs—geralmente as obras mais clássicas—a grande parte é hebraica ou árabe. A única fonte de estudos contemporâneos altamente citada em língua inglesa são as publicações de Solomon Schechter na Jewish Quarterly Review. O significado da publicação do trabalho em inglês, em vez de alemão ou hebraico, é capturado por Harry Wolfson escrevendo em 1926. Schwarz 1965:
Há cerca de vinte e cinco anos não havia deserto maior, no que se refere à vida e à aprendizagem judaica, do que os países de língua inglesa, e o inglês de todas as línguas era o menos útil para essa obra judaica de referência. Para os revisores europeus contemporâneos da Enciclopédia Judaica, o empreendimento parecia então um esforço desperdiçado em Zulus semi-vestidos na África do Sul e alfaiates judeus em Nova York. Aqueles que estavam realmente precisando de tal trabalho e poderiam se beneficiar desse modo teriam sido mais bem servidos se fossem colocados em hebraico, alemão ou russo.— Harry Wolfson
No entanto, os editores e autores da Enciclopédia Judaica mostraram-se bastante prescientes em sua escolha de idioma, já que dentro do mesmo período de 25 anos, o inglês se tornou a língua dominante entre os judeus em todo o mundo e da erudição acadêmica judaica. Wolfson continua"[…] se uma enciclopédia judaica em uma linguagem moderna fosse planejada pela primeira vez [isto é, em 1926], a escolha certamente teria caído sobre o inglês."

## Uma versão on-line
O texto não editado do original pode ser encontrado no site da Enciclopédia Judaica. O site oferece tanto fac-símiles JPEG dos artigos originais quanto transcrições Unicode de todos os textos.
O aparato acadêmico de citação é completo, mas pode ser um pouco assustador para os usuários contemporâneos. Livros que poderiam ter sido amplamente conhecidos entre os estudiosos do judaísmo na época em que a enciclopédia foi escrita (mas que são bastante obscuros para um leitor leigo hoje) são referidos pelo autor e pelo título, mas sem informações de publicação e muitas vezes sem indicação do idioma em que eles foram escritos. Uma lista de abreviações usadas na enciclopédia é fornecida (consulte a lista abaixo).